# Питцам (Малопургинський район)
Питца́м (рос. Пытцам, удм. Пытсам) — присілок в Малопургинському районі Удмуртії, Росія.
Урбаноніми:
- вулиці — Центральна

## Населення
Населення — 66 осіб (2010; 69 в 2002).
Національний склад станом на 2002 рік:
- удмурти — 87 %